# Cerastium glomeratum
Cerastium glomeratum é uma planta anual herbácea da família dos cravos. o nome "glomeratum" provém da disposição das flores, aglomeradas na inflorescência.

## Descrição

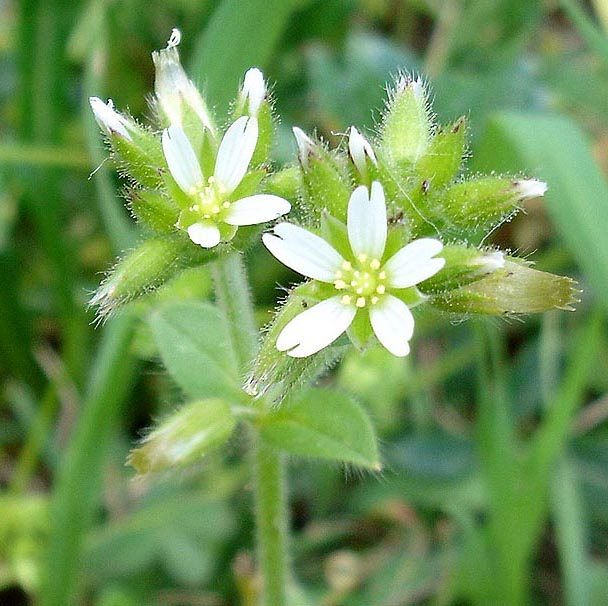
Flores de Cerastium glomeratum

É uma planta característicamente pilosa, com cerca de 50 cm. Tem folhas verde amarelado. As flores têm um diâmetro aproximado de 5 a 10 mm e raramente abre totalmente. As pétalas, brancas e bífidas, têm aproximadamente o mesmo comprimento que as sépalas. O pedúnculo tem um comprimento menor que as sépalas (que medem menos de 8 mm). O fruto é semelhante à da espécie Cerastium fontanum, com o aspecto de uma cápsula curva.

## Habitat
Cresce em paredes, dunas e entulheiras. É uma espécie de vasta distribuição geográfica. No Brasil é encontrada principalmente nas regiões Sul e Sudeste, habitando campos antropizados ou naturais.

## Espécies semelhantes
- Cerastium fontanum